# Lista över matchresultat i Svenska Hockeyligan 2017/2018
Lista över matchresultat i grundserien av Svenska Hockeyligan 2017/2018. Ligan inleddes den 16 september 2017 och avslutades 10 mars 2018.
  
| Nr | Lag            | S  | V  | ÖV | ÖF | F  | GM  | IM  | MS  | P   |
| -- | -------------- | -- | -- | -- | -- | -- | --- | --- | --- | --- |
| 1  | Växjö Lakers   | 52 | 34 | 6  | 2  | 10 | 169 | 104 | +65 | 116 |
| 2  | Djurgårdens IF | 52 | 23 | 9  | 8  | 12 | 153 | 111 | +42 | 95  |
| 3  | Frölunda HC    | 52 | 25 | 7  | 5  | 15 | 159 | 137 | +22 | 94  |
| 4  | Färjestad BK   | 52 | 23 | 6  | 6  | 17 | 174 | 145 | +29 | 87  |
| 5  | Skellefteå AIK | 52 | 26 | 3  | 3  | 20 | 145 | 118 | +27 | 87  |
| 6  | Malmö Redhawks | 52 | 20 | 8  | 10 | 14 | 152 | 138 | +14 | 86  |
| 7  | Luleå HF       | 52 | 19 | 10 | 4  | 19 | 128 | 117 | +11 | 81  |
| 8  | HV71 (RM)      | 52 | 21 | 6  | 6  | 19 | 145 | 143 | +2  | 81  |
| 9  | Linköping HC   | 52 | 21 | 3  | 9  | 19 | 135 | 130 | +5  | 78  |
| 10 | Brynäs IF      | 52 | 21 | 2  | 3  | 26 | 132 | 148 | −16 | 70  |
| 11 | Rögle BK       | 52 | 16 | 4  | 5  | 27 | 132 | 169 | −37 | 61  |
| 12 | Örebro HK      | 52 | 14 | 4  | 8  | 26 | 121 | 151 | −30 | 58  |
| 13 | Mora IK (U)    | 52 | 13 | 5  | 2  | 32 | 104 | 163 | −59 | 51  |
| 14 | Karlskrona HK  | 52 | 11 | 4  | 6  | 31 | 101 | 176 | −75 | 47  |

| Matcher Omgång 1 16 september 2017 HV71 - Djurgårdens IF 4 - 2 (1-0, 1-1, 2-1) Publik: 6607 Kinnarps Arena 16 september 2017 Färjestad BK - Linköping HC 3 - 2 (2-0, 0-0, 0-2, 0-0, 1-0) Publik: 6678 Löfbergs Arena 16 september 2017 Malmö Redhawks - Rögle BK 5 - 0 (1-0, 1-0, 3-0) Publik: 9268 Malmö Arena 16 september 2017 Frölunda HC - Mora IK 3 - 2 (0-0, 0-1, 2-1, 1-0) Publik: 11026 Scandinavium 16 september 2017 Luleå HF - Örebro HK 4 - 3 (2-0, 1-2, 0-1, 0-0, 1-0) Publik: 5617 Coop Norrbotten Arena 19 september 2017 Karlskrona HK - Skellefteå AIK 1 - 2 (1-0, 0-0, 0-2) Publik: 3943 NKT-Arena Karlskrona 19 september 2017 Växjö Lakers - Brynäs IF 4 - 3 (1-2, 2-0, 0-1, 0-0, 1-0 Publik: 4755 Vida Arena Omgång 2 21 september 2017 Skellefteå AIK - Färjestad BK 2 - 5 (0-1, 2-2, 0-2) Publik: 4203 Skellefteå Kraft Arena 21 september 2017 Brynäs IF - HV71 2 - 4 (1-1, 0-0, 1-3) Publik: 5523 Gavlerinken Arena 21 september 2017 Mora IK - Rögle BK 5 - 1 (2-0, 2-0, 1-1) Publik: 4011 Jalas Arena 21 september 2017 Örebro HK - Luleå HF 2 - 0 (0-0, 2-0, 0-0) Publik: 4942 Behrn Arena 21 september 2017 Djurgårdens IF - Malmö Redhawks 4 - 3 (1-1, 1-1, 1-1, 1-0) Publik: 6728 Hovet, Johanneshov 21 september 2017 Linköping HC - Växjö Lakers 4 - 5 (2-1, 2-1, 0-2, 0-1) Publik: 5248 Saab Arena 21 september 2017 Frölunda HC - Karlskrona HK 3 - 0 (2-0, 1-0, 0-0) Publik: 7865 Scandinavium Omgång 3 23 september 2017 Malmö Redhawks - Brynäs IF 5 - 1 (1-1, 3-0, 1-0) Publik: 5955 Malmö Arena 23 september 2017 Rögle BK - Skellefteå AIK 2 - 7 (0-4, 1-2, 1-1) Publik: 3953 Lindab Arena 23 september 2017 Växjö Lakers - Örebro HK 2 - 1 (1-0, 1-1, 0-0) Publik: 4072 Vida Arena 23 september 2017 HV71 - Linköping HC 0 - 2 (0-1, 0-0, 0-1) Publik: 6063 Kinnarps Arena 23 september 2017 Luleå HF - Djurgårdens IF 2 - 1 (0-0, 0-0, 1-1, 0-0, 1-0) Publik: 4658 Coop Norrbotten Arena 23 september 2017 Karlskrona HK - Mora IK 3 - 0 (0-0, 2-0, 1-0) Publik: 3359 NKT-Arena Karlskrona 23 september 2017 Färjestad BK - Frölunda HC 7 - 4 (3-2, 2-0, 2-2) Publik: 8500 Löfbergs Arena Omgång 4 26 september 2017 Linköping HC - Luleå HF 2 - 3 (1-1, 1-0, 0-1, 0-1) Publik: 4566 Saab Arena 26 september 2017 HV71 - Karlskrona HK 3 - 2 (1-0, 0-2, 1-0, 0-0, 1-0) Publik: 5824 Kinnarps Arena 17 oktober 2017 Rögle BK - Färjestad BK 5 - 2 (0-1, 2-0, 3-1) Publik: 3378 Lindab Arena 28 januari 2018 Mora IK - Malmö Redhawks 2 - 1 (2-1, 0-0, 0-0) Publik: 3502 Jalas Arena 29 januari 2018 Djurgårdens IF - Frölunda HC 0 - 1 (0-0, 0-1, 0-0) Publik: 7087 Hovet, Johanneshov 15 februari 2018 Brynäs IF - Örebro HK 3 - 4 (1-0, 1-3, 1-1) Publik: 4028 Gavlerinken Arena Omgång 5 28 september 2017 Skellefteå AIK - Växjö Lakers 0 - 1 (0-1, 0-0, 0-0) Publik: 4317 Skellefteå Kraft Arena 28 september 2017 Brynäs IF - Djurgårdens IF 1 - 3 (0-0, 0-1, 1-2) Publik: 4582 Gavlerinken Arena 28 september 2017 Luleå HF - HV71 0 - 3 (0-0, 0-1, 0-2) Publik: 4019 Coop Norrbotten Arena 28 september 2017 Karlskrona HK - Linköping HC 4 - 2 (2-1, 1-0, 1-1) Publik: 3003 NKT-Arena Karlskrona 1 oktober 2017 Färjestad BK - Mora IK 4 - 1 (0-0, 1-1, 3-0) Publik: 7164 Löfbergs Arena 17 oktober 2017 Frölunda HC - Örebro HK 3 - 2 (1-1, 1-1, 1-0) Publik: 7190 Scandinavium Omgång 6 30 september 2017 Luleå HF - Linköping HC 3 - 4 (2-1, 1-0, 0-2, 0-1) Publik: 5170 Coop Norrbotten Arena 30 september 2017 Örebro HK - Brynäs IF 1 - 2 (1-0, 0-0, 0-2) Publik: 5500 Behrn Arena 30 september 2017 Djurgårdens IF - Skellefteå AIK 4 - 2 (2-1, 0-1, 2-0) Publik: 6957 Hovet, Johanneshov 30 september 2017 Rögle BK - Malmö Redhawks 8 - 7 (3-1, 2-2, 2-4, 1-0) Publik: 4836 Lindab Arena 30 september 2017 Karlskrona HK - HV71 0 - 1 (0-0, 0-1, 0-0) Publik: 4183 NKT-Arena Karlskrona 30 september 2017 Växjö Lakers - Frölunda HC 3 - 1 (1-1, 0-0, 2-0) Publik: 5002 Vida Arena 30 september 2017 Mora IK - Färjestad BK 2 - 5 (0-0, 1-3, 1-2) Publik: 4413 Jalas Arena Omgång 7 5 oktober 2017 Skellefteå AIK - HV71 6 - 2 (2-1, 1-1, 3-0) Publik: 5801 Skellefteå Kraft Arena 5 oktober 2017 Brynäs IF - Karlskrona HK 3 - 1 (1-1, 2-0, 0-0) Publik: 3532 Gavlerinken Arena 5 oktober 2017 Rögle BK - Djurgårdens IF 2 - 6 (0-2, 1-2, 1-2) Publik: 3350 Lindab Arena 5 oktober 2017 Växjö Lakers - Mora IK 5 - 2 (1-2, 1-0, 3-0) Publik: 4103 Vida Arena 5 oktober 2017 Malmö Redhawks - Färjestad BK 3 - 2 (0-0, 1-0, 1-2, 1-0) Publik: 6272 Malmö Arena 5 oktober 2017 Luleå HF - Frölunda HC 3 - 2 (1-1, 0-0, 1-1, 1-0) Publik: 4067 Coop Norrbotten Arena 6 oktober 2017 Linköping HC - Örebro HK 1 - 4 (1-2, 0-0, 0-2) Publik: 5106 Saab Arena Omgång 8 7 oktober 2017 Skellefteå AIK - Malmö Redhawks 3 - 0 (2-0, 0-0, 1-0) Publik: 4726 Skellefteå Kraft Arena 7 oktober 2017 Färjestad BK - Brynäs IF 4 - 1 (1-1, 2-0, 1-0) Publik: 6623 Löfbergs Arena 7 oktober 2017 Mora IK - HV71 5 - 3 (2-2, 2-0, 1-1) Publik: 4113 Jalas Arena 7 oktober 2017 Örebro HK - Linköping HC 2 - 1 (0-0, 1-0, 0-1, 1-0) Publik: 4756 Behrn Arena 7 oktober 2017 Karlskrona HK - Rögle BK 2 - 1 (0-0, 1-0, 0-1, 0-0, 1-0) Publik: 3432 NKT-Arena Karlskrona 7 oktober 2017 Frölunda HC - Luleå HF 4 - 3 (1-0, 0-1, 3-2) Publik: 8337 Scandinavium 8 oktober 2017 Djurgårdens IF - Växjö Lakers 2 - 1 (0-0, 0-1, 2-0) Publik: 5879 Hovet, Johanneshov Omgång 9 12 oktober 2017 Luleå HF - Rögle BK 3 - 4 (3-1, 0-0, 0-2, 0-0, 0-1) Publik: 5319 Coop Norrbotten Arena 12 oktober 2017 Örebro HK - Mora IK 4 - 1 (2-0, 2-1, 0-0) Publik: 5102 Behrn Arena 12 oktober 2017 Djurgårdens IF - Färjestad BK 2 - 4 (0-2, 2-0, 0-2) Publik: 7425 Hovet, Johanneshov 12 oktober 2017 Linköping HC - Malmö Redhawks 4 - 1 (1-0, 0-1, 3-0) Publik: 4067 Saab Arena 12 oktober 2017 Frölunda HC - HV71 1 - 3 (0-1, 1-0, 0-2) Publik: 9274 Scandinavium 12 oktober 2017 Brynäs IF - Skellefteå AIK 2 - 8 (1-3, 0-3, 1-2) Publik: 4069 Gavlerinken Arena 13 oktober 2017 Växjö Lakers - Karlskrona HK 5 - 0 (1-0, 2-0, 2-0) Publik: 4360 Vida Arena Omgång 10 9 oktober 2017 Malmö Redhawks - Örebro HK 2 - 3 (0-1, 1-1, 1-0, 0-1) Publik: 4564 Malmö Arena 14 oktober 2017 Skellefteå AIK - Brynäs IF 1 - 2 (1-1, 0-0, 0-1) Publik: 5062 Skellefteå Kraft Arena 14 oktober 2017 Djurgårdens IF - Mora IK 6 - 0 (1-0, 3-0, 2-0) Publik: 6032 Hovet, Johanneshov 14 oktober 2017 Linköping HC - Frölunda HC 2 - 3 (0-1, 1-2, 1-0) Publik: 6029 Saab Arena 14 oktober 2017 HV71 - Färjestad BK 2 - 4 (0-0, 1-1, 1-3) Publik: 6000 Kinnarps Arena 14 oktober 2017 Karlskrona HK - Växjö Lakers 1 - 3 (0-0, 1-0, 0-3) Publik: 3950 NKT-Arena Karlskrona Omgång 11 19 oktober 2017 Mora IK - Frölunda HC 3 - 4 (1-1, 1-2, 1-0, 0-0, 0-1) Publik: 4001 Jalas Arena 19 oktober 2017 Brynäs IF - Rögle BK 4 - 5 (2-1, 0-2, 2-2) Publik: 3637 Gavlerinken Arena 19 oktober 2017 Skellefteå AIK - Linköping HC 4 - 1 (1-0, 1-1, 2-0) Publik: 4371 Skellefteå Kraft Arena 19 oktober 2017 Växjö Lakers - Malmö Redhawks 1 - 2 (1-1, 0-1, 0-0) Publik: 4055 Vida Arena 19 oktober 2017 Färjestad BK - Luleå HF 4 - 2 (2-0, 1-1, 1-1) Publik: 5695 Löfbergs Arena 19 oktober 2017 HV71 - Örebro HK 2 - 6 (1-0, 0-4, 1-2) Publik: 6455 Kinnarps Arena 19 oktober 2017 Karlskrona HK - Djurgårdens IF 2 - 1 (0-0, 0-1, 1-0, 0-0, 1-0) Publik: 3153 NKT-Arena Karlskrona Omgång 12 17 oktober 2017 Linköping HC - Djurgårdens IF 3 - 2 (0-1, 2-0, 0-1, 0-0, 1-0) Publik: 4705 Saab Arena 21 oktober 2017 Luleå HF - Växjö Lakers 2 - 0 (2-0, 0-0, 0-0) Publik: 5022 Coop Norrbotten Arena 21 oktober 2017 Frölunda HC - Skellefteå AIK 3 - 2 (0-0, 2-1, 0-1, 1-0) Publik: 12044 Scandinavium 21 oktober 2017 HV71 - Rögle BK 2 - 1 (0-0, 1-1, 1-0) Publik: 6438 Kinnarps Arena 21 oktober 2017 Brynäs IF - Mora IK 0 - 2 (0-0, 0-1, 0-1) Publik: 6184 Gavlerinken Arena 21 oktober 2017 Örebro HK - Färjestad BK 3 - 2 (1-1, 1-1, 1-0) Publik: 5500 Behrn Arena Omgång 13 24 oktober 2017 Rögle BK - Linköping HC 0 - 6 (0-1, 0-3, 0-2) Publik: 3225 Lindab Arena 24 oktober 2017 Färjestad BK - Växjö Lakers 1 - 3 (1-1, 0-1, 0-1) Publik: 7075 Löfbergs Arena 24 oktober 2017 Karlskrona HK - Luleå HF 0 - 1 (0-0, 0-0, 0-0, 0-1) Publik: 3179 NKT-Arena Karlskrona 24 oktober 2017 Malmö Redhawks - HV71 3 - 1 (1-0, 2-1, 0-0) Publik: 5451 Malmö Arena 24 oktober 2017 Frölunda HC - Brynäs IF 0 - 4 (0-0, 0-2, 0-2) Publik: 8096 Scandinavium 24 oktober 2017 Djurgårdens IF - Örebro HK 2 - 1 (0-0, 1-0, 1-1) Publik: 5435 Hovet, Johanneshov 25 oktober 2017 Skellefteå AIK - Mora IK 10 - 4 (3-2, 4-1, 3-1) Publik: 3567 Skellefteå Kraft Arena Omgång 14 26 oktober 2017 Luleå HF - Malmö Redhawks 1 - 2 (0-1, 0-1, 1-0) Publik: 4079 Coop Norrbotten Arena 26 oktober 2017 Brynäs IF - Färjestad BK 1 - 4 (0-2, 1-2, 0-0) Publik: 4716 Gavlerinken Arena 26 oktober 2017 Växjö Lakers - Frölunda HC 7 - 3 (1-1, 2-2, 4-0) Publik: 4389 Vida Arena 26 oktober 2017 Linköping HC - Rögle BK 4 - 2 (3-1, 1-1, 0-0) Publik: 4895 Saab Arena 26 oktober 2017 HV71 - Karlskrona HK 5 - 3 (2-1, 3-1, 0-1) Publik: 6230 Kinnarps Arena 27 oktober 2017 Mora IK - Örebro HK 3 - 2 (2-1, 1-1, 0-0) Publik: 4046 Jalas Arena 27 oktober 2017 Djurgårdens IF - Skellefteå AIK 2 - 1 (2-0, 0-1, 0-0) Publik: 6556 Hovet, Johanneshov Omgång 15 28 oktober 2017 Örebro HK - Mora IK 1 - 2 (0-0, 0-0, 1-1, 0-0, 0-1) Publik: 5086 Behrn Arena 28 oktober 2017 Rögle BK - Luleå HF 1 - 2 (0-1, 0-1, 1-0) Publik: 3791 Lindab Arena 28 oktober 2017 Färjestad BK - Brynäs IF 2 - 1 (0-0, 1-0, 1-1) Publik: 7737 Löfbergs Arena 28 oktober 2017 Frölunda HC - Linköping HC 4 - 0 (2-0, 2-0, 0-0) Publik: 8499 Scandinavium 28 oktober 2017 Skellefteå AIK - Djurgårdens IF 1 - 2 (0-1, 1-1, 0-0) Publik: 5393 Skellefteå Kraft Arena 28 oktober 2017 Malmö Redhawks - Karlskrona HK 3 - 1 (1-0, 1-0, 1-1) Publik: 6914 Malmö Arena 28 oktober 2017 Växjö Lakers - HV71 2 - 1 (0-0, 1-1, 0-0, 1-0) Publik: 5750 Vida Arena Omgång 16 2 november 2017 Luleå HF - HV71 3 - 2 (0-0, 2-1, 1-1) Publik: 5046 Coop Norrbotten Arena 2 november 2017 Mora IK - Malmö Redhawks 1 - 3 (0-1, 0-1, 1-1) Publik: 4119 Jalas Arena 2 november 2017 Linköping HC - Brynäs IF 3 - 1 (1-0, 0-0, 2-1) Publik: 5709 Saab Arena 2 november 2017 Karlskrona HK - Örebro HK 6 - 3 (2-1, 2-2, 2-0) Publik: 3538 NKT-Arena Karlskrona 2 november 2017 Frölunda HC - Skellefteå AIK 1 - 2 (0-0, 0-1, 1-1) Publik: 9595 Scandinavium 3 november 2017 Rögle BK - Växjö Lakers 3 - 4 (1-3, 1-0, 1-1) Publik: 3755 Lindab Arena 3 november 2017 Djurgårdens IF - Färjestad BK 3 - 1 (2-0, 0-1, 1-0) Publik: 8094 Hovet, Johanneshov Omgång 17 4 november 2017 Färjestad BK - Djurgårdens IF 2 - 1 (1-0, 0-0, 1-1) Publik: 8500 Löfbergs Arena 4 november 2017 Skellefteå AIK - Malmö Redhawks 4 - 2 (2-0, 1-2, 1-0) Publik: 5085 Skellefteå Kraft Arena 4 november 2017 HV71 - Frölunda HC 5 - 4 (1-0, 2-3, 2-1) Publik: 7000 Kinnarps Arena 4 november 2017 Växjö Lakers - Rögle BK 3 - 0 (0-0, 1-0, 2-0) Publik: 4315 Vida Arena 4 november 2017 Brynäs IF - Mora IK 5 - 2 (3-0, 1-2, 1-0) Publik: 5735 Gavlerinken Arena 5 november 2017 Linköping HC - Karlskrona HK 5 - 2 (2-0, 1-1, 2-1) Publik: 4503 Saab Arena Omgång 18 14 november 2017 Örebro HK - Skellefteå AIK 3 - 2 (1-0, 0-2, 2-0) Publik: 5016 Behrn Arena 14 november 2017 Rögle BK - Mora IK 1 - 6 (1-2, 0-2, 0-2) Publik: 3109 Lindab Arena 14 november 2017 Luleå HF - Färjestad BK 4 - 1 (1-0, 1-1, 2-0) Publik: 4164 Coop Norrbotten Arena 14 november 2017 Karlskrona HK - Växjö Lakers 4 - 6 (2-1, 2-2, 0-3) Publik: 3178 NKT-Arena Karlskrona 14 november 2017 Frölunda HC - Djurgårdens IF 3 - 4 (0-1, 1-1, 2-1, 0-0, 0-1) Publik: 7848 Scandinavium 14 november 2017 Brynäs IF - HV71 2 - 4 (0-1, 1-1, 1-2) Publik: 4215 Gavlerinken Arena 14 november 2017 Malmö Redhawks - Linköping HC 3 - 5 (1-2, 2-1, 0-2) Publik: 5495 Malmö Arena Omgång 19 16 november 2017 Luleå HF - Frölunda HC 4 - 3 (2-0, 1-1, 0-2, 0-0, 1-0) Publik: 4503 Coop Norrbotten Arena 16 november 2017 Skellefteå AIK - Färjestad BK 6 - 5 (1-1, 3-3, 2-1) Publik: 4120 Skellefteå Kraft Arena 16 november 2017 Mora IK - Karlskrona HK 4 - 3 (2-1, 1-1, 0-1, 1-0) Publik: 3828 Jalas Arena 16 november 2017 Örebro HK - Rögle BK 2 - 0 (0-0, 1-0, 1-0) Publik: 4829 Behrn Arena 16 november 2017 Djurgårdens IF - Växjö Lakers 3 - 4 (1-1, 1-0, 1-2, 0-0, 0-1) Publik: 6433 Hovet, Johanneshov 16 november 2017 Linköping HC - HV71 1 - 2 (1-0, 0-1, 0-0, 0-0, 0-1) Publik: 6868 Saab Arena 16 november 2017 Malmö Redhawks - Brynäs IF 3 - 1 (0-0, 1-1, 2-0) Publik: 5468 Malmö Arena Omgång 20 17 november 2017 HV71 - Linköping HC 1 - 6 (1-2, 0-3, 0-1) Publik: 6869 Kinnarps Arena 18 november 2017 Frölunda HC - Örebro HK 3 - 1 (0-0, 3-0, 0-1) Publik: 9985 Scandinavium 18 november 2017 Brynäs IF - Malmö Redhawks 5 - 3 (3-0, 1-1, 1-2) Publik: 7909 Gavlerinken Arena 18 november 2017 Växjö Lakers - Skellefteå AIK 4 - 2 (2-1, 1-0, 1-1) Publik: 5105 Vida Arena 18 november 2017 Färjestad BK - Rögle BK 4 - 2 (1-0, 3-2, 0-0) Publik: 7112 Löfbergs Arena 18 november 2017 Karlskrona HK - Djurgårdens IF 1 - 0 (1-0, 0-0, 0-0) Publik: 3525 NKT-Arena Karlskrona 18 november 2017 Mora IK - Luleå HF 3 - 2 (1-1, 1-0, 1-1) Publik: 4293 Jalas Arena Omgång 21 21 november 2017 Rögle BK - Örebro HK 6 - 1 (3-0, 2-1, 1-0) Publik: 3261 Lindab Arena 21 november 2017 Malmö Redhawks - Frölunda HC 2 - 3 (1-0, 1-2, 0-0, 0-0, 0-1 Publik: 6006 Malmö Arena 21 november 2017 Luleå HF - Skellefteå AIK 1 - 3 (0-0, 0-1, 1-2) Publik: 6142 Coop Norrbotten Arena 21 november 2017 Linköping HC - Brynäs IF 4 - 3 (2-2, 0-0, 1-1, 1-0) Publik: 4748 Saab Arena 21 november 2017 Växjö Lakers - Färjestad BK 2 - 4 (0-1, 2-0, 0-3) Publik: 4529 Vida Arena Omgång 22 23 november 2017 Linköping HC - Mora IK 1 - 0 (0-0, 0-0, 1-0) Publik: 5644 Saab Arena 23 november 2017 Karlskrona HK - Brynäs IF 1 - 3 (1-1, 0-0, 0-2) Publik: 3802 NKT-Arena Karlskrona 23 november 2017 Skellefteå AIK - Luleå HF 7 - 4 (2-0, 2-2, 3-2) Publik: 5310 Skellefteå Kraft Arena 23 november 2017 Örebro HK - Färjestad BK 4 - 6 (1-2, 1-3, 2-1) Publik: 5317 Behrn Arena 23 november 2017 Frölunda HC - Rögle BK 5 - 1 (2-0, 1-0, 2-1) Publik: 7327 Scandinavium 23 november 2017 HV71 - Djurgårdens IF 1 - 4 (1-2, 0-1, 0-1) Publik: 6697 Kinnarps Arena 23 november 2017 Malmö Redhawks - Växjö Lakers 2 - 4 (0-2, 1-1, 1-1) Publik: 5541 Malmö Arena Omgång 23 25 november 2017 Skellefteå AIK - HV71 0 - 1 (0-0, 0-0, 0-0, 0-1) Publik: 5317 Skellefteå Kraft Arena 25 november 2017 Mora IK - Växjö Lakers 1 - 4 (1-1, 0-3, 0-0) Publik: 4103 Jalas Arena 25 november 2017 Färjestad BK - Malmö Redhawks 1 - 2 (0-0, 1-2, 0-0) Publik: 6993 Löfbergs Arena 25 november 2017 Frölunda HC - Linköping HC 5 - 1 (1-0, 1-0, 3-1) Publik: 8892 Scandinavium 25 november 2017 Luleå HF - Karlskrona HK 6 - 0 (2-0, 2-0, 2-0) Publik: 4281 Coop Norrbotten Arena 25 november 2017 Djurgårdens IF - Rögle BK 4 - 3 (1-2, 2-0, 0-1, 1-0) Publik: 7046 Hovet, Johanneshov 25 november 2017 Örebro HK - Brynäs IF 2 - 3 (0-1, 2-1, 0-1) Publik: 5347 Behrn Arena Omgång 24 17 oktober 2017 Malmö Redhawks - Luleå HF 1 - 2 (0-1, 1-1, 0-0) Publik: 5089 Malmö Arena 28 november 2017 Rögle BK - Frölunda HC 4 - 3 (1-1, 2-1, 1-1) Publik: 3922 Lindab Arena 1 december 2017 Karlskrona HK - Färjestad BK 2 - 5 (0-2, 1-1, 1-2) Publik: 3609 NKT-Arena Karlskrona Omgång 25 29 november 2017 Malmö Redhawks - Karlskrona HK 2 - 4 (0-1, 0-1, 2-2) Publik: 5493 Malmö Arena 30 november 2017 Brynäs IF - Rögle BK 4 - 0 (1-0, 2-0, 1-0) Publik: 5026 Gavlerinken Arena 30 november 2017 Djurgårdens IF - Örebro HK 3 - 1 (2-1, 0-0, 1-0) Publik: 5492 Hovet, Johanneshov 30 november 2017 Växjö Lakers - Luleå HF 3 - 5 (0-1, 3-0, 0-4) Publik: 4113 Vida Arena 30 november 2017 Linköping HC - Skellefteå AIK 2 - 0 (1-0, 0-0, 1-0) Publik: 4737 Saab Arena 30 november 2017 HV71 - Mora IK 5 - 0 (2-0, 2-0, 1-0) Publik: 6524 Kinnarps Arena Omgång 26 2 december 2017 Frölunda HC - Malmö Redhawks 3 - 4 (2-1, 0-2, 1-1) Publik: 9224 Scandinavium 2 december 2017 Luleå HF - Linköping HC 3 - 2 (0-2, 3-0, 0-0) Publik: 5308 Coop Norrbotten Arena 2 december 2017 Örebro HK - HV71 3 - 0 (0-0, 2-0, 1-0) Publik: 5500 Behrn Arena 2 december 2017 Brynäs IF - Växjö Lakers 2 - 1 (2-0, 0-0, 0-1) Publik: 5276 Gavlerinken Arena 2 december 2017 Mora IK - Djurgårdens IF 4 - 3 (1-2, 3-1, 0-0) Publik: 4419 Jalas Arena 2 december 2017 Rögle BK - Skellefteå AIK 3 - 4 (2-2, 1-1, 0-1) Publik: 3501 Lindab Arena 2 december 2017 Karlskrona HK - Färjestad BK 3 - 4 (2-1, 0-1, 1-1, 0-1) Publik: 3264 NKT-Arena Karlskrona Omgång 27 7 december 2017 Skellefteå AIK - Mora IK 3 - 2 (1-0, 1-2, 1-0) Publik: 4173 Skellefteå Kraft Arena 7 december 2017 Örebro HK - Malmö Redhawks 4 - 5 (1-1, 1-1, 2-2, 0-1) Publik: 4905 Behrn Arena 7 december 2017 Djurgårdens IF - Linköping HC 6 - 3 (2-1, 2-1, 2-1) Publik: 5455 Hovet, Johanneshov 7 december 2017 Färjestad BK - Växjö Lakers 4 - 5 (0-0, 3-3, 1-2) Publik: 7767 Löfbergs Arena 7 december 2017 Frölunda HC - Karlskrona HK 4 - 1 (1-0, 2-0, 1-1) Publik: 7085 Scandinavium 7 december 2017 Luleå HF - Brynäs IF 1 - 6 (1-3, 0-1, 0-2) Publik: 4577 Coop Norrbotten Arena 7 december 2017 Rögle BK - HV71 1 - 2 (1-1, 0-1, 0-0) Publik: 3597 Lindab Arena Omgång 28 8 december 2017 HV71 - Rögle BK 2 - 3 (0-2, 1-1, 1-0) Publik: 6203 Kinnarps Arena 9 december 2017 Mora IK - Frölunda HC 1 - 3 (0-1, 0-0, 1-2) Publik: 4012 Jalas Arena 9 december 2017 Brynäs IF - Luleå HF 6 - 0 (2-0, 1-0, 3-0) Publik: 6629 Gavlerinken Arena | - 9 december 2017 Malmö Redhawks - Djurgårdens IF 3 - 4 (2-0, 1-2, 0-1, 0-1) Publik: 6972 Malmö Arena - 9 december 2017 Linköping HC - Färjestad BK 5 - 3 (0-0, 2-1, 3-2) Publik: 7298 Saab Arena - 9 december 2017 Växjö Lakers - Örebro HK 3 - 1 (1-1, 1-0, 1-0) Publik: 4212 Vida Arena - 9 december 2017 Karlskrona HK - Skellefteå AIK 3 - 1 (0-0, 3-1, 0-0) Publik: 3269 NKT-Arena Karlskrona - 10 december 2017 Färjestad BK - Mora IK 2 - 4 (0-1, 1-2, 1-1) Publik: 6587 Löfbergs Arena - 19 december 2017 HV71 - Luleå HF 3 - 2 (1-0, 1-2, 1-0) Publik: 6366 Kinnarps Arena - 19 december 2017 Skellefteå AIK - Brynäs IF 3 - 1 (2-0, 1-0, 0-1) Publik: 4057 Skellefteå Kraft Arena - 19 december 2017 Örebro HK - Växjö Lakers 3 - 2 (1-1, 1-0, 0-1, 1-0) Publik: 5086 Behrn Arena - 19 december 2017 Djurgårdens IF - Karlskrona HK 3 - 0 (1-0, 1-0, 1-0) Publik: 5539 Hovet, Johanneshov - 19 december 2017 Rögle BK - Malmö Redhawks 2 - 3 (2-1, 0-2, 0-0) Publik: 5051 Lindab Arena - 19 december 2017 Linköping HC - Frölunda HC 0 - 2 (0-0, 0-1, 0-1) Publik: 5527 Saab Arena - 21 december 2017 Mora IK - HV71 2 - 4 (0-0, 1-2, 1-2) Publik: 3911 Jalas Arena - 21 december 2017 Djurgårdens IF - Luleå HF 1 - 2 (0-0, 0-1, 1-0, 0-0, 0-1) Publik: 9249 Hovet, Johanneshov - 21 december 2017 Växjö Lakers - Brynäs IF 4 - 3 (1-1, 1-2, 1-0, 0-0, 1-0) Publik: 4475 Vida Arena - 21 december 2017 Karlskrona HK - Örebro HK 3 - 2 (1-0, 1-2, 1-0) Publik: 3323 NKT-Arena Karlskrona - 21 december 2017 Malmö Redhawks - Skellefteå AIK 3 - 5 (2-1, 0-2, 1-2) Publik: 5370 Malmö Arena - 21 december 2017 Frölunda HC - Rögle BK 3 - 2 (1-0, 0-1, 2-1) Publik: 9885 Scandinavium - 26 december 2017 Luleå HF - Karlskrona HK 7 - 1 (2-1, 3-0, 2-0) Publik: 5352 Coop Norrbotten Arena - 26 december 2017 Rögle BK - Linköping HC 2 - 4 (1-1, 0-3, 1-0) Publik: 4741 Lindab Arena - 26 december 2017 HV71 - Örebro HK 5 - 2 (1-0, 2-2, 2-0) Publik: 6709 Kinnarps Arena - 26 december 2017 Malmö Redhawks - Frölunda HC 5 - 0 (1-0, 1-0, 3-0) Publik: 7583 Malmö Arena - 26 december 2017 Växjö Lakers - Skellefteå AIK 3 - 2 (1-0, 0-2, 2-0) Publik: 5242 Vida Arena - 26 december 2017 Brynäs IF - Färjestad BK 4 - 2 (2-1, 1-1, 1-0) Publik: 7557 Gavlerinken Arena - 26 december 2017 Mora IK - Djurgårdens IF 0 - 4 (0-2, 0-1, 0-1) Publik: 4500 Jalas Arena - 28 december 2017 Luleå HF - Mora IK 3 - 1 (1-0, 0-0, 2-1) Publik: 5015 Coop Norrbotten Arena - 28 december 2017 Skellefteå AIK - Rögle BK 4 - 3 (0-2, 0-0, 3-1, 1-0) Publik: 4876 Skellefteå Kraft Arena - 28 december 2017 Örebro HK - Frölunda HC 2 - 3 (2-1, 0-1, 0-1) Publik: 5500 Behrn Arena - 28 december 2017 Färjestad BK - Malmö Redhawks 3 - 4 (0-2, 1-0, 2-1, 0-1) Publik: 8033 Löfbergs Arena - 28 december 2017 Linköping HC - Djurgårdens IF 6 - 5 (3-0, 2-2, 1-3) Publik: 7841 Saab Arena - 28 december 2017 HV71 - Växjö Lakers 3 - 2 (0-0, 2-2, 1-0) Publik: 7000 Kinnarps Arena - 28 december 2017 Karlskrona HK - Brynäs IF 4 - 5 (1-1, 1-3, 2-0, 0-0, 0-1) Publik: 3903 NKT-Arena Karlskrona - 30 december 2017 Frölunda HC - Mora IK 3 - 2 (0-1, 1-0, 2-1) Publik: 10100 Scandinavium - 30 december 2017 Skellefteå AIK - Luleå HF 1 - 3 (1-0, 0-2, 0-1) Publik: 5801 Skellefteå Kraft Arena - 30 december 2017 Rögle BK - HV71 4 - 1 (1-1, 2-0, 1-0) Publik: 4118 Lindab Arena - 30 december 2017 Växjö Lakers - Färjestad BK 3 - 0 (0-0, 3-0, 0-0) Publik: 5376 Vida Arena - 30 december 2017 Linköping HC - Karlskrona HK 2 - 3 (0-0, 0-0, 2-2, 0-1) Publik: 5504 Saab Arena - 30 december 2017 Brynäs IF - Örebro HK 4 - 3 (1-1, 1-0, 1-2, 1-0) Publik: 6017 Gavlerinken Arena - 30 december 2017 Djurgårdens IF - Malmö Redhawks 3 - 4 (0-0, 3-1, 0-2, 0-0, 0-1) Publik: 13850 Hovet, Johanneshov - 28 november 2017 Växjö Lakers - HV71 2 - 1 (1-0, 1-0, 0-1) Publik: 5750 Vida Arena - 2 januari 2018 Rögle BK - Djurgårdens IF 2 - 1 (1-0, 1-1, 0-0) Publik: 4013 Lindab Arena - 2 januari 2018 Malmö Redhawks - Skellefteå AIK 5 - 4 (0-2, 0-2, 4-0, 1-0) Publik: 5722 Malmö Arena - 2 januari 2018 Mora IK - Luleå HF 5 - 3 (2-1, 1-2, 2-0) Publik: 4003 Jalas Arena - 14 januari 2018 Färjestad BK - Karlskrona HK 6 - 0 (2-0, 4-0, 0-0) Publik: 7239 Löfbergs Arena - 23 januari 2018 Linköping HC - Örebro HK 3 - 0 (1-0, 0-0, 2-0) Publik: 4546 Saab Arena - 4 januari 2018 Örebro HK - Djurgårdens IF 2 - 3 (1-1, 1-1, 0-0, 0-1) Publik: 5248 Behrn Arena - 4 januari 2018 Karlskrona HK - HV71 2 - 6 (0-0, 1-1, 1-5) Publik: 3390 NKT-Arena Karlskrona - 4 januari 2018 Mora IK - Skellefteå AIK 3 - 0 (1-0, 1-0, 1-0) Publik: 4178 Jalas Arena - 4 januari 2018 Brynäs IF - Luleå HF 4 - 1 (1-0, 1-0, 2-1) Publik: 4384 Gavlerinken Arena - 4 januari 2018 Färjestad BK - Rögle BK 5 - 1 (1-0, 3-1, 1-0) Publik: 7318 Löfbergs Arena - 4 januari 2018 Malmö Redhawks - Linköping HC 3 - 2 (3-0, 0-0, 0-2) Publik: 5523 Malmö Arena - 4 januari 2018 Frölunda HC - Växjö Lakers 2 - 5 (2-0, 0-1, 0-4) Publik: 10299 Scandinavium - 6 januari 2018 Luleå HF - Örebro HK 0 - 1 (0-1, 0-0, 0-0) Publik: 5231 Coop Norrbotten Arena - 6 januari 2018 Rögle BK - Växjö Lakers 6 - 2 (3-1, 2-0, 1-1) Publik: 3705 Lindab Arena - 6 januari 2018 Mora IK - Brynäs IF 0 - 1 (0-1, 0-0, 0-0) Publik: 4500 Jalas Arena - 6 januari 2018 Djurgårdens IF - Frölunda HC 1 - 4 (1-1, 0-1, 0-2) Publik: 8098 Hovet, Johanneshov - 6 januari 2018 Skellefteå AIK - Linköping HC 2 - 3 (0-1, 0-0, 2-2) Publik: 4669 Skellefteå Kraft Arena - 6 januari 2018 Karlskrona HK - Malmö Redhawks 3 - 6 (1-0, 2-5, 0-1) Publik: 3619 NKT-Arena Karlskrona - 7 januari 2018 HV71 - Färjestad BK 5 - 6 (2-0, 1-4, 2-1, 0-1) Publik: 6827 Kinnarps Arena - 11 januari 2018 Rögle BK - Brynäs IF 3 - 1 (1-1, 0-0, 2-0) Publik: 4239 Lindab Arena - 11 januari 2018 Växjö Lakers - Karlskrona HK 2 - 1 (1-0, 0-1, 1-0) Publik: 4011 Vida Arena - 11 januari 2018 Färjestad BK - Djurgårdens IF 2 - 3 (1-0, 1-1, 0-2) Publik: 5841 Löfbergs Arena - 11 januari 2018 Malmö Redhawks - Luleå HF 1 - 2 (0-0, 1-1, 0-0, 0-0, 0-1) Publik: 5636 Malmö Arena - 11 januari 2018 HV71 - Frölunda HC 3 - 5 (1-2, 0-2, 2-1) Publik: 6788 Kinnarps Arena - 11 januari 2018 Linköping HC - Mora IK 4 - 1 (2-0, 1-1, 1-0) Publik: 4975 Saab Arena - 12 januari 2018 Skellefteå AIK - Örebro HK 2 - 0 (1-0, 1-0, 0-0) Publik: 4353 Skellefteå Kraft Arena - 13 januari 2018 Luleå HF - Rögle BK 2 - 1 (0-0, 1-0, 0-1, 1-0) Publik: 5023 Coop Norrbotten Arena - 13 januari 2018 Djurgårdens IF - HV71 2 - 1 (0-0, 1-1, 0-0, 1-0) Publik: 8094 Hovet, Johanneshov - 13 januari 2018 Brynäs IF - Frölunda HC 4 - 1 (2-0, 1-1, 1-0) Publik: 7704 Gavlerinken Arena - 13 januari 2018 Färjestad BK - Karlskrona HK 5 - 3 (1-1, 3-1, 1-1) Publik: 6475 Löfbergs Arena - 13 januari 2018 Malmö Redhawks - Växjö Lakers 0 - 4 (0-1, 0-3, 0-0) Publik: 8823 Malmö Arena - 13 januari 2018 Mora IK - Linköping HC 1 - 4 (0-2, 1-0, 0-2) Publik: 3903 Jalas Arena - 13 januari 2018 Örebro HK - Skellefteå AIK 4 - 1 (0-0, 3-0, 1-1) Publik: 5144 Behrn Arena - 18 januari 2018 Skellefteå AIK - Karlskrona HK 4 - 2 (2-1, 2-1, 0-0) Publik: 4002 Skellefteå Kraft Arena - 18 januari 2018 Rögle BK - Mora IK 3 - 0 (1-0, 1-0, 1-0) Publik: 4370 Lindab Arena - 18 januari 2018 Växjö Lakers - Luleå HF 2 - 1 (0-0, 0-0, 1-1, 0-0, 1-0) Publik: 4002 Vida Arena - 18 januari 2018 Frölunda HC - Färjestad BK 1 - 4 (0-2, 0-0, 1-2) Publik: 12044 Scandinavium - 18 januari 2018 Djurgårdens IF - Brynäs IF 5 - 1 (2-0, 1-0, 2-1) Publik: 7896 Hovet, Johanneshov - 18 januari 2018 Örebro HK - Linköping HC 4 - 3 (2-1, 0-0, 1-2, 1-0) Publik: 4840 Behrn Arena - 19 januari 2018 HV71 - Malmö Redhawks 5 - 4 (0-1, 3-2, 1-1, 1-0) Publik: 6593 Kinnarps Arena - 20 januari 2018 Färjestad BK - Skellefteå AIK 1 - 3 (0-1, 1-1, 0-1) Publik: 6670 Löfbergs Arena - 20 januari 2018 Brynäs IF - Djurgårdens IF 4 - 1 (3-0, 0-0, 1-1) Publik: 7909 Gavlerinken Arena - 20 januari 2018 Växjö Lakers - Linköping HC 3 - 1 (2-0, 0-0, 1-1) Publik: 5223 Vida Arena - 20 januari 2018 Örebro HK - Rögle BK 2 - 3 (0-1, 2-0, 0-1, 0-1) Publik: 5179 Behrn Arena - 20 januari 2018 Karlskrona HK - Mora IK 2 - 1 (1-1, 1-0, 0-0) Publik: 3671 NKT-Arena Karlskrona - 20 januari 2018 Frölunda HC - Luleå HF 3 - 2 (0-1, 2-0, 0-1, 1-0) Publik: 10730 Scandinavium - 23 januari 2018 Malmö Redhawks - HV71 2 - 1 (1-1, 0-0, 0-0, 0-0, 1-0) Publik: 6002 Malmö Arena - 25 januari 2018 Karlskrona HK - Frölunda HC 1 - 7 (0-2, 1-4, 0-1) Publik: 3537 NKT-Arena Karlskrona - 25 januari 2018 Luleå HF - Färjestad BK 4 - 1 (2-0, 1-0, 1-1) Publik: 4280 Coop Norrbotten Arena - 25 januari 2018 Mora IK - Växjö Lakers 2 - 4 (1-1, 0-1, 1-2) Publik: 3412 Jalas Arena - 25 januari 2018 Örebro HK - Malmö Redhawks 1 - 6 (1-2, 0-2, 0-2) Publik: 4907 Behrn Arena - 25 januari 2018 Brynäs IF - Linköping HC 1 - 5 (0-2, 1-1, 0-2) Publik: 4311 Gavlerinken Arena - 25 januari 2018 Djurgårdens IF - Rögle BK 6 - 2 (0-0, 3-0, 3-2) Publik: 6241 Hovet, Johanneshov - 25 januari 2018 HV71 - Skellefteå AIK 3 - 1 (1-0, 1-1, 1-0) Publik: 6588 Kinnarps Arena - 27 januari 2018 Skellefteå AIK - Frölunda HC 0 - 3 (0-0, 0-2, 0-1) Publik: 5439 Skellefteå Kraft Arena - 27 januari 2018 Rögle BK - Karlskrona HK 1 - 2 (0-0, 1-0, 0-1, 0-0, 0-1) Publik: 4870 Lindab Arena - 27 januari 2018 Malmö Redhawks - Mora IK 0 - 1 (0-0, 0-0, 0-0, 0-0, 0-1) Publik: 12103 Malmö Arena - 27 januari 2018 Linköping HC - Luleå HF 0 - 2 (0-2, 0-0, 0-0) Publik: 6543 Saab Arena - 27 januari 2018 Växjö Lakers - Djurgårdens IF 4 - 5 (2-2, 1-0, 1-2, 0-0, 0-1) Publik: 5750 Vida Arena - 27 januari 2018 Färjestad BK - Örebro HK 7 - 4 (0-0, 4-2, 3-2) Publik: 7457 Löfbergs Arena - 27 januari 2018 HV71 - Brynäs IF 2 - 4 (1-2, 0-1, 1-1) Publik: 7000 Kinnarps Arena - 28 januari 2018 Färjestad BK - Luleå HF 2 - 1 (1-0, 1-1, 0-0) Publik: 7505 Löfbergs Arena - 30 januari 2018 Skellefteå AIK - Rögle BK 4 - 1 (0-0, 2-1, 2-0) Publik: 3615 Skellefteå Kraft Arena - 30 januari 2018 Örebro HK - HV71 0 - 3 (0-1, 0-2, 0-0) Publik: 5126 Behrn Arena - 30 januari 2018 Brynäs IF - Malmö Redhawks 1 - 4 (1-3, 0-1, 0-0) Publik: 3735 Gavlerinken Arena - 30 januari 2018 Växjö Lakers - Mora IK 7 - 2 (2-1, 0-1, 5-0) Publik: 3617 Vida Arena - 30 januari 2018 Karlskrona HK - Linköping HC 2 - 3 (1-1, 0-1, 1-1) Publik: 3062 NKT-Arena Karlskrona - 30 januari 2018 Frölunda HC - Djurgårdens IF 2 - 4 (1-1, 0-2, 1-1) Publik: 9642 Scandinavium - 2 januari 2018 Färjestad BK - Frölunda HC 1 - 2 (0-0, 1-0, 0-1, 0-1) Publik: 7739 Löfbergs Arena - 1 februari 2018 Mora IK - Karlskrona HK 3 - 1 (1-0, 1-1, 1-0) Publik: 3901 Jalas Arena - 1 februari 2018 Rögle BK - Brynäs IF 4 - 3 (0-0, 0-1, 4-2) Publik: 3829 Lindab Arena - 1 februari 2018 Linköping HC - Skellefteå AIK 1 - 3 (0-0, 1-1, 0-2) Publik: 5152 Saab Arena - 1 februari 2018 HV71 - Växjö Lakers 2 - 3 (1-0, 0-2, 1-1) Publik: 6563 Kinnarps Arena - 1 februari 2018 Malmö Redhawks - Örebro HK 5 - 4 (1-2, 2-1, 1-1, 0-0, 1-0) Publik: 4884 Malmö Arena - 1 februari 2018 Djurgårdens IF - Luleå HF 2 - 1 (0-0, 1-0, 1-1) Publik: 6490 Hovet, Johanneshov - 3 februari 2018 Mora IK - Skellefteå AIK 0 - 3 (0-1, 0-0, 0-2) Publik: 4273 Jalas Arena - 3 februari 2018 Rögle BK - Örebro HK 6 - 1 (2-0, 3-1, 1-0) Publik: 4329 Lindab Arena - 3 februari 2018 Linköping HC - HV71 5 - 6 (2-1, 1-3, 2-1, 0-0, 0-1) Publik: 8500 Saab Arena - 3 februari 2018 Frölunda HC - Färjestad BK 4 - 5 (1-2, 1-2, 2-0, 0-1) Publik: 12044 Scandinavium - 3 februari 2018 Brynäs IF - Växjö Lakers 3 - 5 (2-1, 1-1, 0-3) Publik: 6024 Gavlerinken Arena - 3 februari 2018 Karlskrona HK - Malmö Redhawks 1 - 2 (0-1, 1-1, 0-0) Publik: 3536 NKT-Arena Karlskrona - 3 februari 2018 Luleå HF - Djurgårdens IF 3 - 2 (1-0, 1-1, 0-1, 0-0, 1-0) Publik: 5260 Coop Norrbotten Arena - 5 februari 2018 Malmö Redhawks - Rögle BK 2 - 5 (0-2, 1-0, 1-3) Publik: 9603 Malmö Arena - 8 februari 2018 Färjestad BK - Linköping HC 3 - 1 (1-0, 0-0, 2-1) Publik: 6296 Löfbergs Arena - 8 februari 2018 HV71 - Mora IK 5 - 0 (1-0, 1-0, 3-0) Publik: 5988 Kinnarps Arena - 8 februari 2018 Luleå HF - Brynäs IF 3 - 2 (0-1, 1-0, 2-1) Publik: 4537 Coop Norrbotten Arena - 8 februari 2018 Skellefteå AIK - Frölunda HC 4 - 2 (4-1, 0-0, 0-1) Publik: 4189 Skellefteå Kraft Arena - 8 februari 2018 Växjö Lakers - Djurgårdens IF 1 - 3 (0-0, 1-1, 0-2) Publik: 4375 Vida Arena - 8 februari 2018 Örebro HK - Karlskrona HK 3 - 5 (1-1, 1-1, 1-3) Publik: 4721 Behrn Arena - 10 februari 2018 Linköping HC - Malmö Redhawks 1 - 2 (0-1, 1-1, 0-0) Publik: 7337 Saab Arena - 10 februari 2018 HV71 - Brynäs IF 1 - 3 (0-1, 1-1, 0-1) Publik: 7000 Kinnarps Arena - 10 februari 2018 Örebro HK - Luleå HF 0 - 5 (0-3, 0-1, 0-1) Publik: 4652 Behrn Arena - 10 februari 2018 Skellefteå AIK - Växjö Lakers 2 - 4 (1-0, 1-2, 0-2) Publik: 4747 Skellefteå Kraft Arena - 10 februari 2018 Mora IK - Färjestad BK 5 - 4 (2-1, 1-1, 1-2, 0-0, 1-0) Publik: 4500 Jalas Arena - 10 februari 2018 Djurgårdens IF - Karlskrona HK 7 - 0 (1-0, 1-0, 5-0) Publik: 7537 Hovet, Johanneshov - 10 februari 2018 Rögle BK - Frölunda HC 3 - 4 (2-2, 0-2, 1-0) Publik: 4923 Lindab Arena - 24 februari 2018 Färjestad BK - Skellefteå AIK 3 - 4 (1-1, 0-1, 2-1, 0-1) Publik: 7578 Löfbergs Arena - 24 februari 2018 Djurgårdens IF - Linköping HC 3 - 1 (1-0, 0-1, 2-0) Publik: 8094 Hovet, Johanneshov - 24 februari 2018 Brynäs IF - Karlskrona HK 1 - 4 (0-0, 1-2, 0-2) Publik: 5528 Gavlerinken Arena - 24 februari 2018 Mora IK - Rögle BK 2 - 3 (0-1, 1-1, 1-1) Publik: 4280 Jalas Arena - 24 februari 2018 Örebro HK - Frölunda HC 4 - 6 (2-1, 1-1, 1-4) Publik: 5500 Behrn Arena - 24 februari 2018 Luleå HF - Växjö Lakers 1 - 3 (1-0, 0-1, 0-2) Publik: 5331 Coop Norrbotten Arena - 24 februari 2018 HV71 - Malmö Redhawks 2 - 3 (1-1, 1-1, 0-0, 0-1) Publik: 7000 Kinnarps Arena - 27 februari 2018 Karlskrona HK - Luleå HF 1 - 5 (0-0, 1-4, 0-1) Publik: 4589 NKT-Arena Karlskrona - 27 februari 2018 Skellefteå AIK - Örebro HK 3 - 1 (1-0, 0-0, 2-1) Publik: 4134 Skellefteå Kraft Arena - 27 februari 2018 Växjö Lakers - Rögle BK 5 - 0 (3-0, 0-0, 2-0) Publik: 4486 Vida Arena - 28 februari 2018 Mora IK - Linköping HC 1 - 2 (0-1, 1-1, 0-0) Publik: 4127 Jalas Arena - 28 februari 2018 Djurgårdens IF - Brynäs IF 0 - 2 (0-1, 0-0, 0-1) Publik: 7432 Hovet, Johanneshov - 28 februari 2018 Färjestad BK - HV71 8 - 2 (2-1, 2-1, 4-0) Publik: 7777 Löfbergs Arena - 28 februari 2018 Frölunda HC - Malmö Redhawks 2 - 1 (0-0, 1-0, 0-1, 0-0, 1-0) Publik: 11048 Scandinavium - 1 mars 2018 Luleå HF - Mora IK 3 - 0 (0-0, 1-0, 2-0) Publik: 5263 Coop Norrbotten Arena - 1 mars 2018 Örebro HK - Växjö Lakers 1 - 2 (1-0, 0-1, 0-1) Publik: 5177 Behrn Arena - 1 mars 2018 Brynäs IF - Frölunda HC 1 - 2 (0-0, 1-0, 0-2) Publik: 5088 Gavlerinken Arena - 1 mars 2018 Linköping HC - Färjestad BK 2 - 3 (0-1, 1-0, 1-1, 0-0, 0-1) Publik: 6909 Saab Arena - 1 mars 2018 HV71 - Skellefteå AIK 3 - 1 (0-0, 2-1, 1-0) Publik: 6814 Kinnarps Arena - 1 mars 2018 Malmö Redhawks - Djurgårdens IF 3 - 4 (0-1, 2-1, 1-1, 0-0, 0-1) Publik: 5963 Malmö Arena - 2 mars 2018 Rögle BK - Karlskrona HK 1 - 4 (1-3, 0-0, 0-1) Publik: 4810 Lindab Arena - 3 mars 2018 Luleå HF - Malmö Redhawks 2 - 0 (1-0, 0-0, 1-0) Publik: 5045 Coop Norrbotten Arena - 3 mars 2018 Frölunda HC - HV71 4 - 5 (2-2, 1-1, 1-1, 0-1) Publik: 12044 Scandinavium - 3 mars 2018 Djurgårdens IF - Mora IK 2 - 3 (1-1, 1-0, 0-1, 0-0, 0-1) Publik: 7040 Hovet, Johanneshov - 3 mars 2018 Växjö Lakers - Linköping HC 2 - 0 (0-0, 0-0, 2-0) Publik: 5281 Vida Arena - 3 mars 2018 Färjestad BK - Örebro HK 1 - 3 (0-0, 1-1, 0-2) Publik: 7196 Löfbergs Arena - 3 mars 2018 Karlskrona HK - Rögle BK 2 - 6 (1-4, 0-2, 1-0) Publik: 4180 NKT-Arena Karlskrona - 3 mars 2018 Brynäs IF - Skellefteå AIK 2 - 0 (0-0, 1-0, 1-0) Publik: 6031 Gavlerinken Arena - 6 mars 2018 Skellefteå AIK - Djurgårdens IF 3 - 1 (1-0, 0-1, 2-0) Publik: 4605 Skellefteå Kraft Arena - 6 mars 2018 Mora IK - Brynäs IF 6 - 2 (0-2, 3-0, 3-0) Publik: 4373 Jalas Arena - 6 mars 2018 Örebro HK - Karlskrona HK 5 - 0 (1-0, 3-0, 1-0) Publik: 5335 Behrn Arena - 6 mars 2018 Linköping HC - Rögle BK 0 - 3 (0-2, 0-0, 0-1) Publik: 4509 Saab Arena - 6 mars 2018 HV71 - Luleå HF 7 - 1 (0-0, 4-1, 3-0) Publik: 7000 Kinnarps Arena - 6 mars 2018 Malmö Redhawks - Färjestad BK 3 - 1 (0-0, 2-1, 1-0) Publik: 5749 Malmö Arena - 6 mars 2018 Frölunda HC - Växjö Lakers 2 - 1 (2-0, 0-1, 0-0) Publik: 9549 Scandinavium - 8 mars 2018 Luleå HF - Skellefteå AIK 0 - 1 (0-0, 0-0, 0-1) Publik: 6300 Coop Norrbotten Arena - 8 mars 2018 Mora IK - Örebro HK 0 - 3 (0-1, 0-1, 0-1) Publik: 4346 Jalas Arena - 8 mars 2018 Brynäs IF - Linköping HC 1 - 5 (0-1, 1-3, 0-1) Publik: 4519 Gavlerinken Arena - 8 mars 2018 Djurgårdens IF - HV71 5 - 2 (2-1, 1-0, 2-1) Publik: 6223 Hovet, Johanneshov - 8 mars 2018 Rögle BK - Färjestad BK 3 - 2 (0-1, 2-0, 0-1, 0-0, 1-0) Publik: 4411 Lindab Arena - 8 mars 2018 Växjö Lakers - Malmö Redhawks 6 - 3 (2-2, 4-0, 0-1) Publik: 4752 Vida Arena - 8 mars 2018 Karlskrona HK - Frölunda HC 3 - 5 (1-0, 1-2, 1-3) Publik: 3283 NKT-Arena Karlskrona - 10 mars 2018 Skellefteå AIK - Karlskrona HK 2 - 1 (1-1, 0-0, 0-0, 1-0) Publik: 4764 Skellefteå Kraft Arena - 10 mars 2018 Örebro HK - Djurgårdens IF 2 - 3 (0-2, 1-0, 1-0, 0-1) Publik: 5500 Behrn Arena - 10 mars 2018 Rögle BK - Luleå HF 3 - 5 (0-0, 1-2, 2-3) Publik: 4714 Lindab Arena - 10 mars 2018 Färjestad BK - HV71 4 - 3 (1-1, 1-1, 1-1, 0-0, 1-0) Publik: 8500 Löfbergs Arena - 10 mars 2018 Linköping HC - Växjö Lakers 1 - 3 (0-1, 0-1, 1-1) Publik: 6423 Saab Arena - 10 mars 2018 Frölunda HC - Brynäs IF 8 - 3 (1-1, 2-0, 5-2) Publik: 11672 Scandinavium - 10 mars 2018 Malmö Redhawks - Mora IK 6 - 1 (3-0, 1-1, 2-0) Publik: 6872 Malmö Arena |